# Hypostauropus saitionis
Hypostauropus saitionis är en fjärilsart som beskrevs av Matsumura 1927. Hypostauropus saitionis ingår i släktet Hypostauropus och familjen tandspinnare. Inga underarter finns listade i Catalogue of Life.